# پرستون (جورجیا)
پرستون (به انگلیسی: Preston) یک منطقهٔ مسکونی در ایالات متحده آمریکا است که در شهرستان وبستر، جورجیا واقع شده‌است. پرستون ۱۱٫۷ کیلومتر مربع مساحت و ۴۵۳ نفر جمعیت دارد و ۱۴۰ متر بالاتر از سطح دریا واقع شده‌است.